# Vol Spanair 5022
Le vol Spanair 5022 était un vol intérieur régulier, reliant l'aéroport international de Barcelone-El Prat, en Espagne, à l'aéroport de Gran Canaria, dans les Îles Canaries, avec une escale prévue à l'aéroport Adolfo-Suárez de Madrid-Barajas. Le 20 août 2008, l'appareil assurant ce vol, un McDonnell Douglas MD-82, s'écrase juste après son décollage de la piste 36L de l'aéroport de Madrid-Barajas, à 14 h 24 CEST (12 h 24 UTC). Sur les 172 passagers et membres d'équipage présents à bord, on dénombre 154 victimes et 18 survivants.
Cet accident est actuellement la quatrième catastrophe aérienne la plus meurtrière survenue en Espagne, et le pire crash survenue dans le pays depuis celui du vol Avianca 011, survenue en 1983.
Bien qu'il s'agisse du seul accident mortel subi par Spanair (alors filiale du groupe SAS et membre de Star Alliance) au cours de ses 25 années d'existence, il a encore aggravé l'image déjà négative de la compagnie aérienne à l'époque, et a exacerbé ses difficultés financières. Elle a définitivement cessé ses activités le 27 janvier 2012.

## Contexte
L'appareil, un McDonnell Douglas MD-82 nommé « Sunbreeze », immatriculé EC-HFP (numéro de série 53148/2072) et âgé de 15 ans, a été construit en 1993 et a été acquis par Spanair en juillet 1999, auprès de Korean Air.
En pleine période de vacances, l'avion était pratiquement complet, avec 166 passagers (sur 170 places en cabine) et six membres d'équipage à bord, dont le commandant de bord de 39 ans, Antonio Garcia Luna, et le copilote de 31 ans, Francisco Javier Mulet.

## Déroulement des faits
À 13 h 33, heure locale, les pilotes du vol 5022 ont abandonné leur première tentative de décollage, en raison d'une surchauffe détecté au niveau de la sonde de température d'air dynamique (en) (RAT). L'avion a alors été conduit vers l'aire de stationnement R11, où des agents de maintenance ont désactivé le système de chauffage de la sonde RAT. L'avion a ensuite été autorisé à voler avec ce système inopérant, car aucun givrage n'était prévu pendant ce vol. Un deuxième décollage a ensuite été tenté depuis la piste 36L.

Schéma représentant la trajectoire du vol 5022 lors de son décollage.

Trois secondes seulement après le décollage, le MD-82 a commencé à vibrer et à partir en roulis d'un côté à l'autre. L'alarme de décrochage s'est alors déclenché dans le poste de pilotage. Le copilote Mulet, alors pilote en fonction (PF), a signalé d'un ton interrogateur une panne moteur et a immédiatement réduit la puissance des deux moteurs, en particulier celle du moteur droit, augmentant ainsi l'angle d'inclinaison à droite jusqu'à atteindre 32°. Immédiatement après, il a poussé les moteurs à pleine puissance et l'assiette à cabrer a alors atteint 18°. 
Le vol 5022 a percuté le sol juste à droite de la piste 36L, à 14 h 24, avec son empennage touchant le sol en premier, suivi par l'extrémité de l'aile droite et le moteur droit. Le MD-82 a ensuite glissé au sol sur 448 m supplémentaires, provoquant le détachement de certains composants de l'avion, Il a ensuite brièvement perdu contact avec le sol en franchissant un talus. Le train d'atterrissage et les deux moteurs se sont détachés de l'avion, qui a continué à glisser sur le sol avant de percuter un autre petit talus. 
Lors de ce second impact, l'empennage a été arraché, le cockpit s'est enfoncé dans la cabine passagers et le carburant a immédiatement pris feu, formant une énorme boule de feu. L'avion, englouti par les flammes, a continué à glisser jusqu'à atteindre le lit d'un ruisseau et percuter la berge à grande vitesse, situé 150 m plus loin. Le fuselage, fortement dispersé lors de l'accident, a été en grande partie endommagé par l'incendie. Le tiers avant du fuselage reposait dans le lit du ruisseau, tandis que les deux tiers arrière se trouvaient sur la rive nord. Les ailes et les deux tiers arrière du fuselage ont été entièrement détruits par le feu.

## Bilan

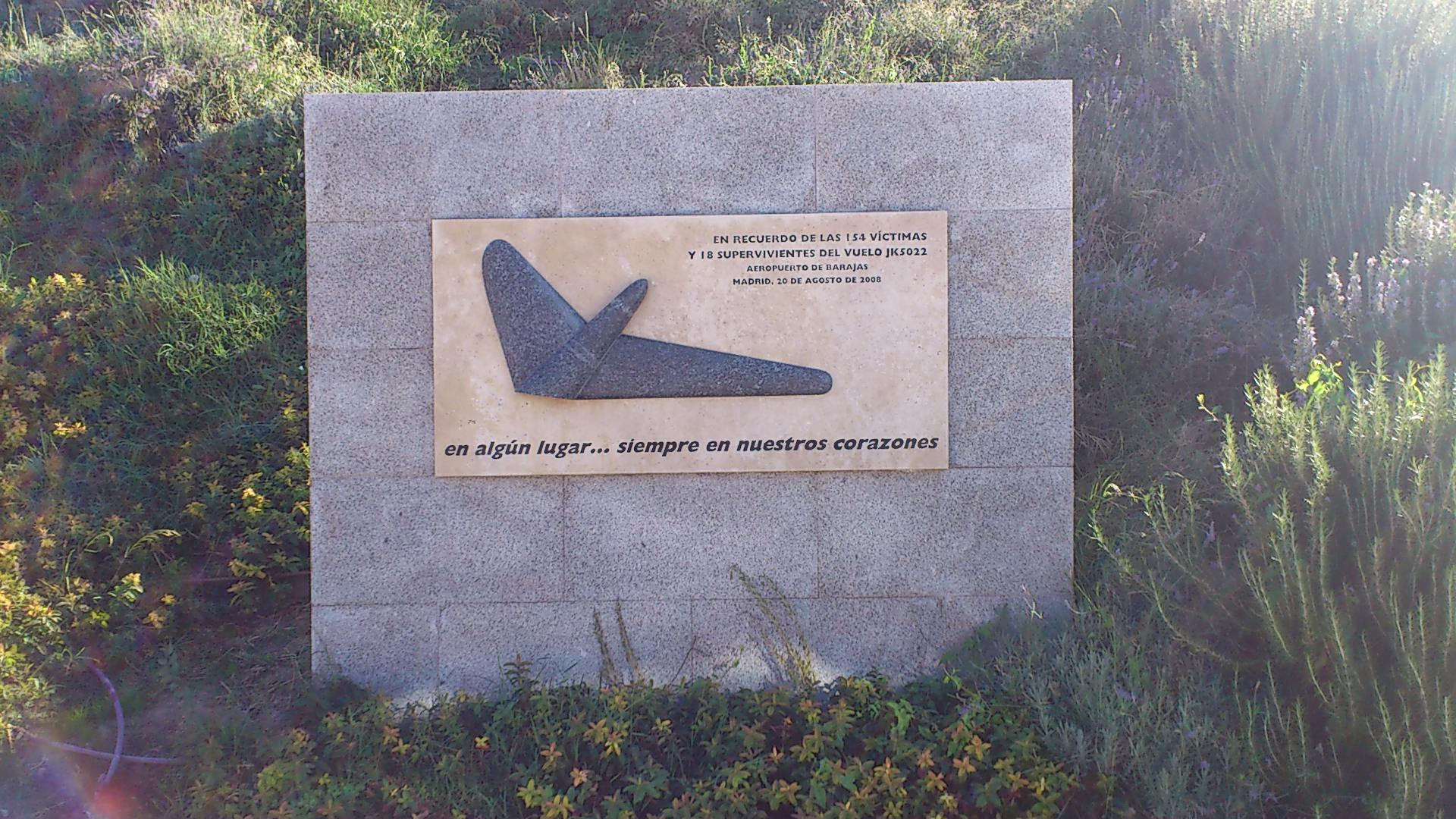
Plaque commémorative, en souvenir des 154 victimes du vol 5022.

Sur les 172 personnes à bord, 146 ont péri dans l'accident ou immédiatement après dans l'incendie, dont les deux pilotes. Sur les 26 passagers et membres d'équipage retrouvés vivants sur les lieux de l'accident, six sont décédés avant leur arrivée à l'hôpital, et deux autres sont décédés à l'hôpital, portant le nombre total de victimes à 154.
La plupart des victimes et 16 survivants étaient de nationalité espagnole. Dix-neuf morts et deux survivants étaient d'autres nationalités. Parmi les victimes, on compte 15 victimes d'autres nationalités, dont cinq Allemands, deux Français, un Boliviens, un Mauritanien, un Turc, un Bulgare, un Gambien, un Italien et un Indonésien.
L'accident a projeté certains des survivants hors de l'épave dans le ruisseau, atténuant ainsi la gravité de leurs brûlures. Une femme de 30 ans possédant la double nationalité britannique et espagnole a survécu avec un poumon perforé et un bras gauche cassé, mais sans brûlures, car elle a été projetée depuis la rangée 6, toujours attachée à son siège, jusque dans le ruisseau. 
L'identification des victimes est rendue difficile, de nombreux corps étant carbonisés. Les enquêteurs ont eu recours à des tests ADN et aux identifications dentaires. Le 30 août 2008, l'identification des 154 corps est terminée.
| Nationalité | Passager | Équipage | Total |
| ----------- | -------- | -------- | ----- |
| Espagne     | 151      | 6        | 157   |
| Allemagne   | 5        | 0        | 5     |
| France      | 2        | 0        | 2     |
| Bolivie     | 1        | 0        | 1     |
| Bulgarie    | 1        | 0        | 1     |
| Finlande    | 1        | 0        | 1     |
| Gambie      | 1        | 0        | 1     |
| Indonésie   | 1        | 0        | 1     |
| Italie      | 1        | 0        | 1     |
| Mauritanie  | 1        | 0        | 1     |
| Turquie     | 1        | 0        | 1     |
| Total       | 166      | 6        | 172   |

## Conséquences

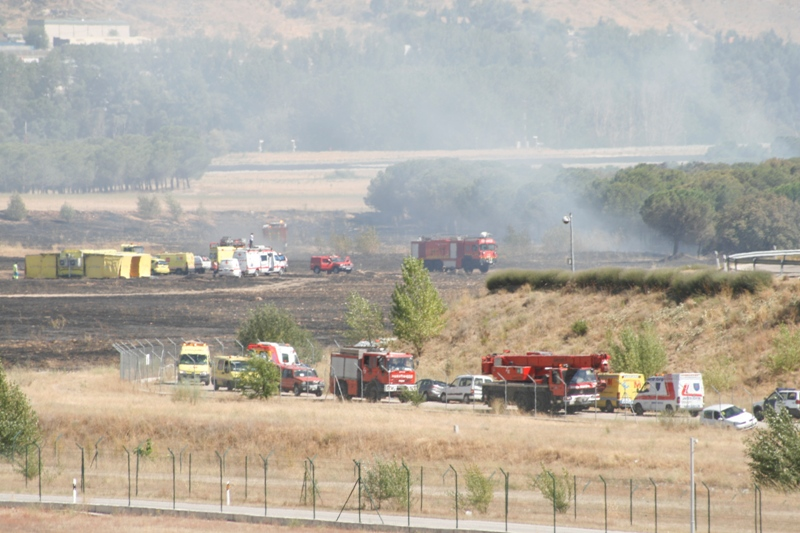
Les équipes d'intervention d'urgence, sur le lieu de l'accident du vol 5022.

À la suite de cet accident, l'ensemble des décollages de l'aéroport de Madrid ont été suspendus jusqu'à 17 h 00, tandis que les atterrissages ont été « régulés » par le contrôle aérien.
Le président du gouvernement espagnol, José Luis Rodriguez Zapatero, a interrompu ses vacances et est arrivé en fin d'après-midi à l'aéroport avec le ministre de l'Intérieur, Alfredo Pérez Rubalcaba, la ministre de l'Équipement, Magdalena Álvarez et le ministre du Travail Celestino Corbacho. Le lendemain, le roi et la reine d'Espagne, Juan Carlos Ier d'Espagne et Sofía de Grèce, se recueillent dans la chapelle ardente, installée au palais des congrès de la capitale espagnole, et s'entretiennent avec les familles.
Un deuil de trois jours a été décrété dans la région et dans la ville de Madrid.

## Enquête
L'accident a fait l'objet d'une enquête menée par la Comisión de Investigación de Accidentes e Incidentes de Aviación Civil (CIAIAC). Plusieurs représentants du Conseil National de la Sécurité des Transports américain (NTSB), du constructeur aéronautique Boeing (successeur de McDonnell Douglas, le constructeur d'origine du MD-82) et de Pratt & Whitney (fabricant des moteurs) ont également participé à l'enquête.
Un rapport préliminaire sur l'accident du vol 5022 a été publié par le CIAIAC le 6 octobre 2008. Les informations extraites de l'enregistreur de paramètres (FDR) ont montré que l'avion avait décollé avec les volets entièrement rentrés et que l'alarme de configuration au décollage ne s'était pas déclenchée. Le rapport n'a évoqué aucune autre cause à cet accident, les moteurs et les inverseurs de poussée ayant été rapidement exclus par les enquêteurs.
Le 17 août 2009, le CIAIAC a publié un rapport provisoire, qui confirme la conclusion du rapport préliminaire selon laquelle le crash a été causé par une tentative de décollage effectuée alors que les volets et les becs de bord d'attaque n'étaient pas déployés, provoquant le décrochage de l'avion dans les secondes qui ont suivi son envol, et souligne le fait que les mesures de sécurité qui auraient dû empêcher cette configuration incorrecte n'avaient pas été prises. 
L'enregistreur phonique (CDR) a révélé que l'équipage a omis l'élément « régler et vérifier la poignée des volets/becs et les feux » de la check-list « Après le démarrage », qui permet justement de s'assurer que les volets et des becs sont dans la bonne configuration pour le décollage. Dans la dernière check-list, qui a été effectuée juste avant le décollage, le copilote a simplement répété les valeurs correctes de position des volets et des becs sans les vérifier visuellement, comme le montrent les preuves matérielles. Les trois barrières de sécurité prévues pour éviter un décollage avec une configuration inappropriée ont ainsi été déjouées : la check-list de configuration, la check-list de confirmation et de vérification, et le système d'avertissement de décollage (en) (TOWS). Le rapport formule également différentes recommandations de sécurité visant à prévenir de tels accidents.

### Conclusion
Le CIAIAC a publié son rapport final sur l'accident du vol 5022 le 26 juillet 2011. Il a été déterminé par les enquêteurs que :
- L'équipage a perdu le contrôle de l'avion à la suite d'un décrochage survenu immédiatement après le décollage, causé par une configuration incorrecte lors du décollage (c'est-à-dire le non-déploiement des volets et des becs, suite à une série d'erreurs et d'omissions par les pilotes), couplée à l'absence de l'alarme de configuration au décollage.
- L'équipage n'a pas reconnu les signes de l'imminence du décrochage et n'a pas corrigé la situation à temps. En réduisant momentanément la puissance des moteurs et en augmentant l'angle d'attaque, il a rapproché l'avion des conditions requises pour un décrochage.
- L'équipage n'a pas détecté l'erreur de configuration, car il n'a pas utilisé correctement les différentes check-lists pour sélectionner et vérifier la position des volets et des becs lors de la préparation du vol, notamment :
  - ils n'ont pas sélectionné la poignée des volets/becs dans la bonne position, lors de l'étape correspondante de la check-list « Après le démarrage ».
  - ils n'ont pas vérifié la position de cette poignée et l'état des voyants lumineux correspondants aux volets/becs, lors de cette même check-list.
  - ils ont oubliés la vérification des volets/becs sur la check-list « Briefing de décollage ».
  - ils n'ont effectué aucune inspection visuelle concernant les volets et les becs, lors de l'exécution de l'étape « Derniers éléments » de la check-list « Décollage ».

Le CIAIAC a également déterminé les facteurs contributifs suivants :
- L'absence d'alarme concernant la configuration de décollage incorrecte, due au dysfonctionnement du système TOWS. Les enquêteurs n'ont pas pu déterminer avec certitude la raison de ce dysfonctionnement.
- Une gestion des ressources de l'équipage (CRM) inadéquate, qui n'a pas empêché les différents écarts liés aux procédures et les omissions dans la préparation du vol.

De plus, la CIAIAC a constaté que l’avion était récupérable malgré la mauvaise configuration des volets et des becs ; l'analyse des performances réalisée lors de l'enquête indique qu'avec les becs et les volets entièrement rentrés, la capacité de décollage de l'avion est plutôt limitée. Malgré cela, les calculs de performances et les simulations réalisées révèlent qu'il aurait pu décoller si le cabrage de l'avion n'avait pas été aussi élevé et si l'angle d'inclinaison latérale avait été géré correctement, malgré la dégradation des performances résultant de la réduction de la poussée à un rapport de pression du moteur (en) (EPR) de 1,65 sur les deux moteurs, lorsque les manettes des gaz ont été tirées en arrière, comme l'a enregistré le FDR.

## Médias
L'accident a fait l'objet d'un épisode dans la série documentaire télévisée Air Crash, nommé « Retard mortel » (saison 15 - épisode 7).